# Zgornji Jakobski Dol
Zgornji Jakobski Dol je naselje v Občini Pesnica.